# Liste der Kulturdenkmäler in Kleinseelheim
Die folgende Liste enthält die in der Denkmaltopographie ausgewiesenen Kulturdenkmäler auf dem Gebiet des Ortsteils Kleinseelheim der  Stadt Kirchhain, Marburg-Biedenkopf, Hessen.
Hinweis: Die Reihenfolge der Denkmäler in dieser Liste orientiert sich an der Anschrift, alternativ ist sie auch nach der Bezeichnung oder der Bauzeit sortierbar.
Kulturdenkmäler werden fortlaufend im Denkmalverzeichnis des Landes Hessen durch das Landesamt für Denkmalpflege Hessen auf Basis des Hessischen Denkmalschutzgesetzes (HDSchG) geführt. Die Schutzwürdigkeit eines Kulturdenkmals hängt nicht von der Eintragung in das Denkmalverzeichnis des Landes Hessen oder der Veröffentlichung in der Denkmaltopographie ab.

Das Vorhandensein oder Fehlen eines Objekts in dieser Liste ist keine rechtsverbindliche Auskunft darüber, ob es Kulturdenkmal ist oder nicht: Diese Liste entspricht möglicherweise nicht dem aktuellen Stand der offiziellen Denkmaltopographie. Diese ist für Hessen in den entsprechenden Bänden der Denkmaltopographie Bundesrepublik Deutschland und im Internet unter DenkXweb – Kulturdenkmäler in Hessen einsehbar. Auch diese Quellen sind, obwohl sie durch das Landesamt für Denkmalpflege Hessen aktualisiert werden, nicht immer aktuell, da es im Denkmalbestand immer wieder Änderungen gibt.
Eine verbindliche Auskunft erteilt allein das Landesamt für Denkmalpflege Hessen.
Nutze diese Kartenansicht, um Koordinaten in der Liste zu setzen. In dieser Kartenansicht sind Kulturdenkmale ohne Koordinaten mit einem roten bzw. orangen Marker dargestellt und können in der Karte gesetzt werden. Kulturdenkmale ohne Bild sind mit einem blauen bzw. roten Marker gekennzeichnet, Kulturdenkmale mit Bild mit einem grünen bzw. orangen Marker.
| Bild                | Bezeichnung                     | Lage                                                     | Beschreibung | Bauzeit | Objekt-Nr. |
| ------------------- | ------------------------------- | -------------------------------------------------------- | --- | --- | ---------- |
| Bild gesucht BW     | Fachwerkwohnhaus                | Am Dorfplatz 1 LageFlur: 3, Flurstück: 391/127           | Wohnhaus mit Satteldach und Krüppelwalmen einer Vierseithofanlage auf hohem Sandsteinsockel mit einem Keller und erhaltener Haustür um 1870. Fachwerk mit breitstehenden Mannfiguren, aufgesattelter Kopfstrebe und Halsriegel auf der Hoffassade. | Vor 1850 |            |
| Bild gesucht BW     | Dreiseithof                     | Am Dorfplatz 2 LageFlur: 3, Flurstück: 390/106           | Kleiner Dreiseithof mit Öffnung zum Dorfplatz und Torbau zur Teichstraße. Wohnhaus in Aufteilung als Wohnstallhaus an der Straßenseite verschiefert und sich anschließender Scheune mit Inschrift: „HAT ERBAUT DIESEN BAU JOHANNES DANK UND SEINE EHLICHE HAUSFRAU MARTHA DER ZIMMERMEISTER IST GEWESEN JOHANN HEINRICH TAMM VON SCHWEINSBERG DEN 30ten JUNI 1808.“ | 1895 (Wohnhaus), 1808 (Scheune)                                                                                 |            |
| Bild gesucht BW     | Dreiseithof                     | Am Dorfplatz 4 LageFlur: 3, Flurstück: 101/1             | Wohnhaus einer langgestreckten Hofanlage aus kräftigen Eckpfosten mit Wasserschlag direkt auf dem Sockel, im Obergeschoß an den Ecken mit schuppenartigem Schnitzwerk versehen, Fachwerk mit umlaufendem, profiliertem Geschoßversatz, breitstehende Verstrebungsfiguren. | Um 1820 (Wohnhaus), 1853 (Wirtschaftsgebäude, bezeichnet), 1839 (Stall, bezeichnet), 1870 (Scheune, bezeichnet) |            |
| Bild gesucht BW     | Fachwerkbau                     | Am Dorfplatz 5 LageFlur: 3, Flurstück: 132/1             | Dreizoniges giebelständiges Wohnhaus auf niedrigem Sandsteinsockel und im 19. Jahrhundert erneuertem Fachwerk. Stallanbau am Ende des 19. Jahrhunderts mit aufwändigem Kratzputz ausgeführt der auf der Rückseite erhalten blieb. Scheune aus Bruchsteinen gemauert mir Sandsteinpfosten errichtet. | Um 1730 |            |
| Bild gesucht BW     | Dreiseithofanlage               | Am Dorfplatz 6 LageFlur: 3, Flurstück: 153/1             | Hofanlage mit ehemaliger Schmiede am westlichen Ortsrand. Wohnhaus auf Sandsteinsockel mit Satteldach und gut erhalten sind die ungewöhnlich geteilten Fenster und die Haustür aus der Bauzeit. Scheunen etwa zeitgleich mit dem Wohnhaus errichtet. Hoffläche mit Basaltpflaster und einer Miste mit eingelassenem „Stern“ zum Aufziehen des Eisenreifens auf ein hölzernes Wagenrad. | Nach 1850 (Wohnhaus)                                                                                            |            |
| Bild gesucht BW     | Dreiseithof                     | Am Dorfplatz 8 LageFlur: 3, Flurstück: 184/1             | Kleiner Dreiseithof mit einem giebelständigen, vierzonigen Fachwerkwohnhaus auf einem niedrigen Sandsteinsockel. Der Eingang wurde eingetieft und die Fassade wurde vollverkleidet mit Bitumenschindeln. | Um 1750 |            |
| Bild gesucht BW     | Vierseithof                     | Am Dorfplatz 12 LageFlur: 3, Flurstück: 142/1            | Großer Vierseithof mit einem Wohnhaus und Inschrift: „Es haben Gott vertraut und dieses Haus gebaut Johannes Boßhammer und Ehefrau Katharina geborne Herbener dahier durch den Zimmermeister Johann Georg Schneider und dessen Sohn Konrad von Nied(erklein) Gottvertraut hat wohlgebaut im Himmel also auch auf Erden wer sich verläßt auf Jesum Christ dem muß der Himmel werden SOLI DEO GLORIA 1882“. Scheune mit Inschrift: „Diese Scheuer ist mit Hilfe des Herrn erbaut J H Boßhamer und sei. E.Frau E.Boßhammer durch den Zimmermeister J.Miller von Amöneburg 1844 im Juli.“ | 1882 (Wohnhaus), 1780 (Stall), 1844 (Scheune)                                                                   |            |
| Bild gesucht BW     | Ehemaliges Backhaus             | Am Dorfplatz ohne Nummer LageFlur: 3, Flurstück: 297/119 | Backhaus aus Quadermauerwerk massiv errichtet, in die Ummauerung des benachbarten Hofes eingelassen, traufseitig durch die Viehwaage in Form eines einfachen Holzbaus erweitert. Heutige Nutzung als Abstellplatz und Lagerraum zweckentfremdet. | |            |
| Bild gesucht BW     | Hirtenhaus                      | Großseelheimer Straße 11 LageFlur: 1, Flurstück: 63/5    | Fachwerkbau im nördlichen Erweiterungsbereich als einstöckiger, traufständiger Bau mit ebenerdigem Hauseingang. Zeugnis der Wohn- und Wirtschaftsverhältnisse der unteren sozialen Schichten. | Um 1850 |            |
| Evangelische Kirche | Evangelische Kirche             | Roter Weg ohne Nummer LageFlur: 3, Flurstück: 391/127    | Kirchengebäude mit Inschrift: „ANNO 1665 DURCH DEN LUDOWIG MARSCHALL BAUHERRN WIE AUCH DIE EHRBARE KASTENMEISTERE NÄMLICH HEN. LAUER UND KURT DEUFEL ALLHIE ERBAWET IST GLORIA DEO SIT WORDEN“, im Jahr 1905 erweitert und durch August Dauber neubarocken Formen umgestaltet. Der Kirchhof wurde mit einer Bruchsteinmauer eingefasst und barocke Grabsteine sind erhalten geblieben. | 1665, 1720 (Westportal), 1905 (Erweiterung)                                                                     |            |
| Bild gesucht BW     | Vierseithof                     | Sandweg 3 LageFlur: 3, Flurstück: 2/1                    | Am nördlichen Ortsrand in Ecklage gelegener Vierseithof mit einem nachträglich verlängerten Fachwerkwohnhaus und an der Hofseite einer hoher Sockel der als Stall genutzt wurde. Scheune als Hoferweiterung später errichtet. | 1821 (Wohnhaus, bezeichnet), 1826 (Stall, bezeichnet), 1840 (Scheune)                                           |            |
| Bild gesucht BW     | Fachwerkwohnhaus                | Sandweg 5 LageFlur: 3, Flurstück: 5/2                    | Giebelständiges Wohnhaus eines Dreiseithofes mit Ziegelmauerwerk im Erdgeschoß errichtet. Das Obergeschoß in symmetrischer Fachwerkanordnung mit Andreaskreuzen und vorkragendem Kniestock mit Sonnensymbolen als Zierfachwerk. Im Innenhof ein Bauerngarten. | |            |
| Bild gesucht BW     | Ehemaliger Vierseithof          | Teichstraße 1/3/5 LageFlur: 3, Flurstück: 391/127        | Vierseithof mit einem langgestreckten Remisen- und Stallgebäude auf der linken Seite und einem Scheunenanbau mit Inschrift: „Mit Gottes Hilfe und Macht hab ich den Bau zustand gebracht Heinrich Otto und seine Ehefrau eingeborene Mink aufgestellt worden durch den Zimmermeister Friedrich Lauer dessen Schwiersohn Henrich Wiesner aus Moischt aufgericht den 6ten Mai 1859“. Einzeln stehender Kuhstall aus Werkstein und Fachwerkobergeschoss als Gesindewohnung errichtet. | 1903 (Wohnhaus), 1870 (Remisen- und Stallgebäude, bezeichnet), 1866 (Kuhstall, bezeichnet)                      |            |
| Bild gesucht BW     | Hakenhof                        | Teichstraße 12 LageFlur: 3, Flurstück: 97/1              | Zurückversetztes Wohnhaus mit giebelständigem Quadersockel und einläufiger Sandsteintreppe, unter dem Podest mit einem Kellerzugang. Durch einen Torbau aus dem frühen 18. Jahrhundert wurden die Wirtschaftsgebäude erschlossen. Ehemalige Nutzung als Gasthaus. | Nach 1850 (Wohnhaus)                                                                                            |            |
| Bild gesucht BW     | Hofstelle an der Kirchhofsmauer | Trauweg l LageFlur: 3, Flurstück: 41/2                   | Giebelständiges Fachwerkwohnhaus in der Form eines Tagelöhnerhauses mit einem niedrigen Sockel, einfaches Fachwerkobergeschoss und der hinter Teil schräg in ehemalige Wirtschaftsgebäude eingeschnitten. | Um 1750 |            |
| Bild gesucht BW     | Vierseithof                     | Trauweg 2 LageFlur: 3, Flurstück: 47/1                   | Großes Fachwerkwohnhaus mit reichem Zierfachwerk auf einem hohen Werksteinsockel, massives Erdgeschoß in Sichtmauerwerk mit Sandsteingliederung. Die Fenster mit profilierten Ziegeleinfassungen und Scheitelstein. An der Giebelseite mit Holzschindeln verkleidet. Darüber ein Mansarddach mit Schopf und Dachreitern. Älteres langgestrecktes Wirtschaftsgebäude mit Inschrift: „HENRICH EBERT UND SEINE FRAU KATTARINA HABEN DIES ERBAUT 1799“. | 1913 (Inschrift, bezeichnet), 1799 (Wirtschaftsgebäude, bezeichnet)                                             |            |
| Bild gesucht BW     | Tagelöhnerhaus                  | Trauweg 3 LageFlur: 3, Flurstück: 348/40                 | Kleines traufständiges Fachwerkhaus mit ehemals rückwärtiger Scheune und niedrigem Bruchsteinsockel teilweise durch Sandsteinquader ergänzt, die niedrigen Geschosse aus sparsamem Fachwerk mit auf dem Sockel aufsitzenden, durchlaufenden Ständern und einfachen Verstrebungen. Kulturdenkmal aufgrund seiner sozialgeschichtlichen und städtebaulichen Bedeutung. | 1744 (bezeichnet)                                                                                               |            |
| Bild gesucht BW     | Vierseithofanlage               | Wallgasse 4 LageFlur: 3, Flurstück: 391/127              | Erhöht stehendes Wohnhaus mit einem Satteldach und bis in die Fachwerkwand hinaufreichendem Keller der ehemals als Stall genutzt wurde. Holzbalken zum Teil im 19. Jahrhundert erneuert. Vorkragendes Obergeschoß mit breitstehenden Verstrebungsformen und eingeschnitzten, gedrehten Säulen an allen Eckpfosten. Zwei gut erhaltene Stallgebäude, um 1870 und von 1921. | 1701 (bezeichnet)                                                                                               |            |
| Bild gesucht BW     | Vierseithofanlage               | Wiesenweg 1 LageFlur: 3, Flurstück: 6/3                  | Ein hofseitig erschlossenes Wohnhaus auf Werksteinsockel in regelmäßiger sechsachsiger Gliederung. Daneben ein langgestrecktes Wirtschaftsgebäude auf einem gefasten Sandsteinsockel rechts in symmetrischem Giebelfachwerk mit Andreaskreuzen und rückseitigem Sinnspruch: „3 vier 3 versprech ich dir - 3 zu bleiben 4 und 4 - 3 zu bleiben nimm in 8 - weil 3 bei 2 vergnügen macht“. | Ende 19. Jahrhundert (Wohnhaus)                                                                                 |            |
| Bild gesucht BW     | Dreiseithof                     | Wiesenweg 4A LageFlur: 3, Flurstück: 17/1                | Fachwerkwohnhaus in symmetrischer Gliederung mit starker Mittenbetonung durch entsprechend platzierte Öffnungen im Werksteinsockel. Regelmäßige Fachwerkgefache und über dem Hauseingang liegende Fenster mit Brüstungsverglasung. Davor eine seltene dreiseitige Sandsteintreppe errichtet. | 1891 (Wohnhaus)                                                                                                 |            |
| Bild gesucht BW     | Vierseithofanlage               | Ziegeleistraße ohne Nummer LageFlur: 3, Flurstück: 24/1  | Gegenüber dem christlichen Friedhof als Solitär gelegene Scheune die gegebenenfalls als Schafstall verwendet wurde. Massiv in Ziegelmauerwerk errichtet und von ortsgeschichtlicher Bedeutung. | 18. Jahrhundert                                                                                                 |            |
| Bild gesucht BW     | Dreiseithofanlage               | Zum Sportplatz 2 LageFlur: 3, Flurstück: 429/115         | In der Mitte des Ortskerns gelegene Hofanlage mit einem auf quadratischem Grundriss und einem hohen Werksteinsockel errichtetes Wohnhaus, das zwei Ziegelmauerwerkgeschosse mit einer Eckquaderung aufweist. Die mittlere der drei Achsen jeweils risalitartig betont und durch ein Zwerchhaus überhöht. Auf der linken Hofseite ein traufständiges Scheunengebäude mit großem Zwerchhaus und zwei mit Segmentbogen abgeschlossenen Hoftoren. An der rechten Hofseite eine Scheune und im Vordergrund ein Stall- bzw. Remisengebäude.                                                 | 1884 (Wohnhaus)                                                                                                 |            |
| Bild gesucht BW     | Ehemaliges Schulhaus            | Zum Sportplatz 9 LageFlur: 3, Flurstück: 353/124         | Gegenüber der Kirche gelegenes Gebäude im Erdgeschoß in Ziegelsichtmauerwerk, darüber das Ober- und Dachgeschoß in konstruktivem Fachwerk mit Rautenzierformen in den Brüstungsfeldern. Der romantisierende durch den Landhausstil inspirierte Bau wird heute als Gemeindehaus und Kindergarten genutzt. | |            |